# زبان اشاره ایرانی
زبان اشاره ایرانی یا زبان اشاره فارسی زبان اشاره‌ای است که توسط ناشنوایان و کم‌شنوایان در ایران استفاده می‌شود. این زبان با هجی انگشتی باغچه‌بان تفاوت دارد. در ایران حدود ۳٬۰۰۰٬۰۰۰ میلیون ناشنوا و کم‌شنوا وجود دارد که ۳۲۵٬۰۰۰ از آن‌ها از این زبان استفاده می‌کنند.
نخستین مدرسه برای کودکان ناشنوا در ایران در سال ۱۹۲۰ توسط جبار باغچه‌بان تأسیس شد. او سامانه‌ای را برای نشان دادن واج‌های فارسی به صورت انگشتی در آموزش گفتاری معرفی کرد که دوباره از آن برای سامانه هجی انگشتی فارسی نوشتاری اقتباس شد. تفاوت‌های گویشی قابل توجهی میان زادگان پیش یا پس از انقلاب اسلامی وجود دارد چرا که نسل قدیمی بیشتر از هجی انگشتی استفاده می‌کنند.